# 吉桑多
吉桑多，是西班牙卡斯蒂利亚-莱昂阿维拉省的一个市镇。 总面积37km2, 总人口635人（2001年），人口密度17人/km2。